# 長崎市立茂木中学校
長崎市立茂木中学校（ながさきしりつ もぎちゅうがっこう、Nagasaki City Mogi Junior High School）は、長崎県長崎市北浦町にある公立中学校。略称「茂木中」（もぎちゅう）。

## 概要
歴史
1947年（昭和22年）の学制改革で新制中学校として開校。2012年（平成24年）に創立65周年を迎えた。
校訓
「信頼・向上」
校章
茂木地区名産の枇杷の葉3枚と実3個を組み合わせたものを背景にして、「中」の文字を中央に置いている。
校歌
作詞は吉富新一、作曲は伊藤英一（編曲:深町一郎）による。歌詞は3番まであり、各番に校名の「茂木」が登場する。
校区
長崎市立茂木小学校区、長崎市立南小学校区。

## 沿革
- 1947年（昭和22年）4月1日 - 学制改革（六・三制の実施）
  - 旧・国民学校初等科が改組され、茂木町立茂木小学校が発足。
  - 旧・国民学校高等科が改組され、「茂木町立茂木中学校」（新制中学校）が発足。当面の間、茂木小学校（旧・国民学校）校舎に併設される。
    - 茂木中学校の新校舎が完成するまでの間、小学校と中学校で二部授業を実施。

  - 日吉分校（ひよし）・千々分校（ちぢ）を設置。
- 1948年（昭和23年）
  - 4月1日 - 日吉分校を茂木町立日吉小学校に併設。早坂分校を茂木町立早坂小学校[2]に併設。
  - 10月31日 - 北浦の現在地に北校舎（一部）が完成。
- 1950年（昭和25年）
  - 3月22日 - 中学校校舎が完成し、長崎県立長崎東高等学校茂木分校[3]が茂木小学校から茂木中学校に移転。
  - 10月31日 - 日吉分校が分離し、茂木町立日吉中学校として独立。
- 実施年月日不明 - 早坂分校が分離し、茂木町立早坂中学校[4]として独立。
- 1952年（昭和27年）4月1日 - 千々分校が分離し、茂木町立南中学校として独立。
- 1953年（昭和28年）4月18日 - 長崎県立長崎東高等学校茂木分校[3]の独立校舎が完成・移転したため、併設を解消。
- 1962年（昭和37年）1月1日 - 茂木町の長崎市編入に伴い、「長崎市立茂木中学校」（現校名）に改称。
- 1984年（昭和59年）10月13日 - 新校舎が完成。
- 2022年（令和4年）4月1日 - 長崎市立南中学校を統合。

## 学校行事
- 3学期制

## 部活動
運動部
- サッカー部（男）
- ソフトテニス部（女）
- バレーボール部
- バスケットボール部（女）
- 剣道部
- 駅伝部

文化部
- 美術部

## 交通アクセス
最寄りのバス停
- 長崎自動車（長崎バス）「北浦」バス停よりすぐ。

最寄りの国道・県道
- 国道324号
- 長崎県道34号野母崎宿線

## 周辺
- 北浦公民館
- 茂木港
- 茂木郵便局
- 長崎市立茂木小学校
- 茂木幼稚園
- 茂木保育所
- 長崎市役所茂木支所
- 長崎市消防局中央消防署茂木出張所

## 同表記の中学校
- 茂木町立茂木中学校（栃木県）- 読みは「もてぎ」